# 丸山ワクチン
丸山ワクチン（まるやまワクチン、英: Specific Substance Maruyama, SSM）は、日本医科大学皮膚科教授だった丸山千里が開発した薬剤である。無色透明の皮下注射液で、主成分は、ヒト型結核菌から抽出されたリポアラビノマンナンという多糖体と核酸、脂質である。1944年、丸山によって皮膚結核の治療のために開発され、その後、肺結核、ハンセン病の治療にも用いられた。支持者たちは末期のがん患者に効果があると主張しているが、日本医科大学もゼリア新薬も未だに薬効を証明していない。
1976年11月に、ゼリア新薬工業が厚生省に「抗悪性腫瘍剤」としての承認申請を行うが、薬効を証明するデータが提出されていないので1981年8月に厚生省が不承認とした。ただし、「引き続き研究継続をする」とし、異例の有償治験薬として患者に供給することを認め、現在に至る。2019年12月末までに、41万1500人のがん患者が丸山ワクチンを使用している。

## 歴史

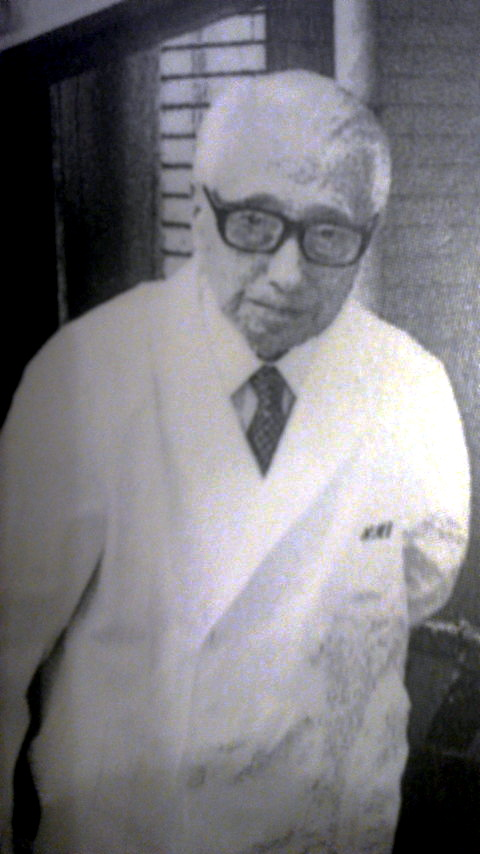
丸山千里

丸山千里は1944年から、結核菌の発見者ロベルト・コッホが開発したツベルクリンにヒントを得て、日本医科大学にて結核ワクチンの研究を行ってきた。丸山は3年後、培養した結核菌から有害な毒素を取り除くことに成功。残った成分の多糖体、核酸、脂質によってワクチンをつくり出した。丸山らは、この結核ワクチンが、長年、皮膚疣状結核や顔面播種状粟粒性狼瘡などの皮膚結核に悩んできた患者たちに著効を示したとしている。
その後ワクチンを改良した結果、1951年から52年頃には肺結核にも効果をあらわし、空洞の縮小・消失に著効を示した。
1947年〜1966年にはハンセン病の治療にも用いられ、丸山らは、患者の発汗機能、知覚麻痺の回復などに有効だったとしている。
丸山が国立療養所多磨全生園に通ってハンセン病患者の診療を続けていた1956年秋、施設に進行性のがん患者が少ないことに気づき、ライ菌と結核菌とは同じ好酸性の桿菌であることから、結核菌抽出物質の丸山ワクチンががん細胞の増殖を抑制できると考えた。ただし、実際の因果関係は不明で交絡因子によるバイアス(見せかけの治療効果)の可能性は検証はなされていない。現在では結核の既往が肺がんのリスクを高めることがわかっている。
実験を重ねた後の1966年7月には、このワクチン(SSM)を悪性腫瘍に使用した場合、組織細胞の異常増殖を抑制する作用があり、副作用が全くないので、ある程度有効かつ安全な抗腫瘍物質だとする論文を発表した。
昭和40年代以降『がんの特効薬』との噂が一気に高まり、医薬品の承認の手続きより世論が先行することになり、支持者による嘆願署名運動などが行われ、国会でも医薬品として扱うよう要請された。

## 有効性

### 抗がん作用
菅直人は、1982年3月の国会質問において、再提出された丸山ワクチンの申請データには腫瘍縮小効果が39例中1例(奏効率2.6%相当)記載されているのに対し、厚生省の中央薬事審議会が同年2月に審議内容を公表した際の資料には「腫瘍縮小効果は認められなかった」と記されていたと、厚生省における資料公表に疑義を呈する形で発言している。愛知県がんセンターと東北大学がそれぞれ行った臨床試験については、丸山ワクチンの有効性が認められなかったとされている。

### 白血球減少症の治療薬
放射線療法による白血球減少症の治療薬として、1991年に承認された「アンサー20®」（結核菌熱水抽出物・ゼリア新薬工業）は、丸山ワクチンと同成分である。アンサー20が効果ありとされた白血球減少症は、悪性腫瘍によって引き起こされる症状、あるいは、その化学療法や放射線療法時の副作用への対策薬である。抗がん剤として承認されたわけではない。

## 支持者の動向
丸山ワクチンは、3年毎に有償治験を延長する届出 が行なわれている。丸山ワクチンによる治療を望む患者あるいはその家族は、丸山ワクチンの治験を引き受けてくれる医師を探し出し、治験承諾書（丸山ワクチンによる治験を引き受けるという担当医師の承諾書）およびSSM治験登録書（現在までの治療経過をまとめた書類）を整えさえすれば、丸山ワクチンの投与が受けられるという1972年以来の状況が続いている。

## 通説

### 化学療法剤との違い
支持者は「免疫療法剤の丸山ワクチンの有効性は腫瘍縮小率を基本とする効果基準では判定できない。」と主張する。しかし、免疫療法剤として承認されたニボルマブの奏効（腫瘍縮小）率は悪性黒色腫で32%、肺扁平上皮がんで25.7%、非扁平上皮非小細胞肺がんで19.7% であり、腫瘍縮小率を基本とする効果基準で判定できた。
また、第94回国会社会労働委員会第20号において、村山達雄厚生大臣は丸山ワクチンに縮小効果が見られなかったので延命効果判定を導入したと答弁し、梅原誠一参考人は腫瘍縮小を目安とする効果判定基準が丸山ワクチンには不適当であると考えたから延命効果判定を用いたと答弁しているように、丸山ワクチンがきっかけで腫瘍縮小効果がなくても延命効果があれば承認されることとなった。

### 扱いが「不公平」だとする疑惑
丸山ワクチンとほぼ同時期に申請された免疫療法剤のクレスチン、ピシバニールが短期間の審議で承認された例と比べて「不公平」ではないかと国会で度々質問されているが、丸山ワクチンの手続に時間が掛かっている原因は提出データの不備によるものであって不公平な取り扱いをしているわけではないと答弁されている。
また、手続に要する時間の差については、クレスチンやピシバニールは提出された資料で効果が証明されているので承認が早かった、丸山ワクチンは提出された資料では効果の証明が不十分なので追加資料を求めたから時間が掛かったとされている。
第94回国会衆議院社会労働委員会第20号において、丸山ワクチン申請者側の参考人である梅原誠一と佐藤博は、丸山ワクチンが従来基準(腫瘍縮小効果)を満足しないことは原理的に明らかだったから従来の効果判定基準とは違うデータを申請時に提出したと証言している。
第96回国会衆議院社会労働委員会第3号において、菅直人は丸山ワクチンの奏効率(腫瘍縮小率)が2.6%(39例中1例)であると読売新聞に掲載されたと証言している。
また、第94回国会衆議院社会労働委員会第20号においては、村山達雄厚生大臣は腫瘍縮小効果の代わりに延命効果のデータでも認めることとしたと証言し、審査側の参考人である桜井欽夫や砂原茂一は2件の延命効果試験のうち、愛知がんセンターの試験は無作為割り付け違反により、東北大学の試験は層の不揃いにより、それぞれ、見掛け上の有意差となっている疑いがあるため効くかもしれないとは言えるが効くとまでは言えないとした。
第95回国会社会労働委員会第3号においても、持永和見厚生省薬務局長は同様の理由で医薬品としての有効性は認められないとしている。
第94回国会衆議院社会労働委員会第20号において、桜井欽夫は腹膜転移の患者だけで試験すれば大きな有意差が出る可能性があることなどのアドバイスを行ったと証言している。
持永和見厚生省薬務局長は、第95回国会社会労働委員会第1号において引き続き研究継続をする必要があるとする異例の意見があったとし、同第3号において有償治験として共同治験を可能したと証言している。
以上の通り、国会議事録の記録によれば、丸山ワクチンは各種の優遇措置を受けていることが伺われる。
尚、クレスチンやピシバニールに関する疑惑について、砂原茂一参考人は、「それならクレスチンやピシバニールをやめさせろと言えばいいわけ」で、「丸山ワクチンをいいかげんに通せとおっしゃるのは論理の逆立ち」とし、これら疑惑が丸山ワクチンを承認すべき根拠とならないとする見解を示している。

## 現在
JGOG（婦人科悪性腫瘍研究機構）がゼリア新薬工業から、丸山ワクチンの有効性を調べる臨床試験を依頼されたのは1992年だった。子宮頚癌III期の患者を対象に調べたところ、濃度を40µgの最大にした注射液が、腫瘍縮小率に優れていた。そこで40µg液を使った場合の患者の生存率を、二重盲検試験で調べることになり、プラセボ（偽薬）の代わりとして、濃度を極めて薄くした丸山ワクチンB液（濃度0.2µg）を使った。丸山ワクチン40µg液の5年生存率が低濃度よりも有意に悪かった(P=0.039)。
2004年からはB液を対象とした臨床試験を実施した。放射線療法＋丸山ワクチンB液と、放射線療法＋プラセボの二重盲検試験である。これで5年生存率を調べたところ有意差はなかった(p=0.0737)。臨床結果として、藤原恵一らが、2013年6月のASCO（米国臨床腫瘍学会）において、丸山ワクチン（試験薬剤コード名：Z-100）の試験データを報告した。
600人超を対象としたアジア7カ国国際共同の新たなランダム化比較試験が行われ、予定通りなら2022年に終了しているが、2024年2月20日時点で論文は発表されていない。